# Яковлевка (Приморский край)
Я́ковлевка — село в Приморском крае России. Административный центр Яковлевского района. Яковлевка — важный административный, экономический, научный, культурный, транспортный и промышленный узел Приморского края.

## География
Расположено приблизительно в 37 км к северо-северо-востоку от Арсеньева на реке Арсеньевка (до 1972 — Дауби́хе, абор. Хуэ).
Село расположено на дороге, соединяющей Спасск-Дальний с автотрассой Осиновка — Рудная Пристань (до трассы около 16 км, перекрёсток в селе Варфоломеевка).
Расстояние до краевого центра — 260 км.
Яковлевка, как и весь Приморский край, находится в часовом поясе Владивостокское время. Смещение относительно UTC составляет +10:00. Относительно московского времени часовой пояс имеет постоянное смещение +7 часов и обозначается в России как MSK+7.

Время в Яковлевке опережает географическое поясное время на один час.

## Климат
Климат Яковлевки умеренный муссонный. Для нее характерна чётко выраженная контрастная смена сезонных воздушных масс. Вместе с тем, климатические условия села являются одними из самых благоприятных на Дальнем Востоке России.
Зимний период (ноябрь—март) отличается морозной, сухой и ясной погодой, чему способствует перемещение сухого холодного воздуха северными и северо-западными ветрами зимнего муссона. Средняя скорость ветра в этот период — 6—9 м/с. Осадков в виде снега выпадает малое количество — 14—24 мм, а влажность воздуха составляет 59—60 %. В первую половину зимы может выпадать обильный, часто мокрый снег, ломающий деревья.
В весенний период преобладают юго-восточные ветры со средней скоростью 6,4 м/с. При высокой влажности, погода остаётся прохладной. 
В летний период характерны ливневые дожди, когда скорости ветра вырастают в 5—8 раз, до 20—35 м/с. Влажность воздуха достигает максимальных отметок в 87—91 %. Климатическое лето продолжается с конца июня до конца сентября.
В первую половину календарной осени преобладает тёплая, сухая и солнечная погода. Для сентября характерны юго-восточные ветры, в октябре-ноябре сменяющиеся северными. Количество осадков к зиме постепенно уменьшается. Первые заморозки обычно наступают в начале ноября.
Самый тёплый месяц — август, с температурой +19,8 °C, самый холодный — январь −12,3 °C. 
Средний годовой уровень осадков составляет 840 мм.

## История
К концу 1866 году Амурский телеграф  был открыт на всем протяжении и насчитывал 12 станций, в том числе в селении Яковлева.

## Население
| 1915  | 1926  | 1939  | 1959  | 1970  | 1979  | 1989  |
| ----- | ----- | ----- | ----- | ----- | ----- | ----- |
| 726   | ↗1081 | ↗2501 | ↗2919 | ↗4424 | ↗4571 | ↗5345 |
| 2001  | 2002  | 2006  | 2010  | 2019  | 2021  |       |
| ↗5487 | ↘5118 | ↗5600 | ↘4480 | ↘3936 | ↘3648 |       |

Национальный состав Яковлевки по данным переписи населения 1939 года: украинцы — 58,6 % или 1 466 чел., русские — 37,9 % или 948
чел.
В последние годы сложилась положительная тенденция к постепенному росту населения как за счёт миграционных процессов, так и за счёт роста рождаемости. 
В возрастной структуре населения поселка большую долю составляет населения старше трудоспособного возраста, что объясняется процессом демографического старения. Возрастной состав населения: моложе трудоспособного — 12,7 %, трудоспособного — 66,3 %, старше трудоспособного — 21 %. Для населения Яковлевки, как и всей России, характерно значительное превышение численности женщин над численностью мужчин.
Основные занятия жителей — сельское хозяйство, служба по контракту в расположенной рядом воинской части.

## Инфраструктура
В 2011 году в Яковлевке открылся спортивный центр "Лидер", в котором находятся теннисный корт, фитнес зал и т.д.

## Памятники
У бывшего здания районного военкомата расположена братская могила бойцов народно-революционной армии, погибших в борьбе за Советскую власть.

Памятники у здания районной администрации.

Храм в селе Яковлевка.

## Средства массовой информации
Цифровые эфирные каналы

Все 20 каналов для мультиплекса РТРС-1 и РТРС-2; пакет радиоканал, включает: Вести ФМ, Радио Маяк, Радио России.
Пакет телеканалов РТРС-1 (телевизионный канал 37, частота 602 МГц), включает: Первый канал, Россия 1, Матч-ТВ, НТВ, 5 канал, Россия-Культура, Россия 24, Карусель, ОТР, ТВЦ.
Пакет телеканалов РТРС-2 (телевизионный канал 56, частота 754 МГц), включает: Рен-ТВ, Спас, СТС, Домашний, ТВ3, Пятница!, Звезда, Мир, ТНТ, Муз-ТВ.

7 июня 2024 года в эфир вышла интернет радиостанция "Радио Лотос" - первое радио Яковлевского округа